# Isidodendron tripterocarpum
Isidodendron tripterocarpum är en tvåhjärtbladig växtart som beskrevs av J.L. Fernández-alonso, J.A. Perez-zabala och A. Idarraga-piedrahita. Isidodendron tripterocarpum ingår i släktet Isidodendron och familjen Trigoniaceae. Inga underarter finns listade i Catalogue of Life.